# Eric Foreman
Eric Foreman – fikcyjna postać, bohater dramatu medycznego stacji FOX Dr House, grany przez Omara Eppsa.

## Historia
Foreman urodził się w biednej, lecz uczciwej rodzinie. Jego rodzice to Rodney i Alicia Foreman. Ma również brata – Marcusa. Rodney i Alicia to bardzo religijni ludzie. W trzecim sezonie staje się jasne, że matka Erica cierpi na demencję. Potem Foreman potwierdza, że jego matka cierpi na chorobę Alzheimera. W 13. odcinku szóstego sezonu dowiadujemy się, że Alicia Foreman zmarła. Eric ma również brata Marcusa, który siedzi w więzieniu, za posiadanie narkotyków. Pojawia się na krótko w szóstym sezonie jako pracownik House'a. Prowadzi to do pogodzenia się obu braci.
Eric jako nastolatek miał kłopoty z prawem, został aresztowany za włamanie i trafił do poprawczaka, zszedł jednak z tej drogi i postanowił zostać lekarzem. Ukończył Columbia University i szkołę medyczną Johns Hopkins University.

## Charakterystyka
Eric Foreman jest pracownikiem House'a, kolegą z pracy Roberta Chase'a i Allison Cameron. Jego specjalność to neurologia. Jako jedyny pracownik House'a jest w stanie mu się sprzeciwić i twardo walczyć o swoje racje, nawet jeśli jego założenia są błędne. Jest jednym z najlepszych lekarzy w szpitalu. Jest bardzo pewny siebie, niepokorny, ambitny i nie wierzy w nieomylność swojego szefa. Mimo chęci odseparowania się od House'a i podkreślania dzielących ich różnic, często jest do niego porównywany, zaś przez sporą część widzów serialu wręcz nazywany "drugim House'em".
W 2. sezonie zapada na negleriozę, która nieomal doprowadza go do śmierci. W jej następstwie miał chwilowe problemy z odróżnianiem stron, oraz pamięcią krótkotrwałą.
Odszedł od zespołu na końcu 3. sezonu, ponieważ nie chciał się stać takim człowiekiem, jak jego szef. Powrócił do zespołu House'a w 4. sezonie i jest później traktowany jako jego zastępca, choć oficjalnie pełnej władzy nad pozostałymi członkami oddziału diagnostycznego nie otrzymał, przez co czasami nie jest traktowany poważnie.
Przez większą część piątego sezonu i początek szóstego, jest partnerem życiowym Trzynastki, do momentu kiedy to zwalnia ją z pracy. W 3. odcinku szóstego sezonu po tym, jak House rezygnuje z pracy, Foreman nazywa sam siebie "Geniuszem 2.0" i przejmuje oddział diagnostyczny, aż do powrotu House'a i odzyskania przez niego licencji.
W siódmym sezonie, Foreman udziela pomocy Taubowi, którego małżeństwo się rozpadło i zaprasza go do siebie do domu. Od kiedy wyprowadził się jego brat, Eric mieszka sam i uświadamia sobie, że jego życie jest puste, bo tak długo mieszkał sam. Wtedy mówi Chrisowi, że może zostać u niego. Pomaga mu również w egzaminie.
W ósmym sezonie, po odejściu Cuddy, zostaje nowym dziekanem wydziału medycyny szpitala Princeton-Plainsboro.